# Alexander Courage
Alexander „Sandy“ Mair Courage Jr. (10. prosince 1919 Filadelfie, Pensylvánie – 15. května 2008 Los Angeles, Kalifornie) byl americký hudební skladatel a aranžér, především v oblasti filmu a televize.
Po druhé světové válce začal pracovat ve studiích MGM a v 50. letech 20. století se podílel aranžováním a orchestrací např. na filmech Show Boat, Přidej se k nám, Gigi či Sedm nevěst pro sedm bratrů. Vytvářel orchestrace filmové hudby od Andrého Previna (My Fair Lady, Jaká je Daisy Cloverová), Adolpha Deutsche (Usměvavá tvář, Někdo to rád horké), Johna Williamse (Dobrodružství Poseidonu, Superman, Jurský park, Šumař na střeše, Tom Sawyer) a Jerryho Goldsmithe (Bourák, Legenda o Mulan, Mumie). Sám složil hudbu např. k westernu Kolt pro leváka nebo, s použitím Goldsmithových témat, ke snímku Superman 4.
V polovině 60. let 20. století vytvořil znělku sci-fi seriálu Star Trek, která byla pro následující spin-offy různě upravována. Společně s Jerrym Goldsmithem skládali hudbu pro seriál The Waltons. V roce 1988 získal Alexander Courage cenu Emmy za hudební režii v Julie Andrews: The Sound of Christmas.